# Grad Jaromerice

Grad Jaromerice nad Rokitno je v Jaromericah v okraju Třebíč, Češka.
Je ena največjih moravskih zgradb iz prve polovice 18. stoletja. Prvotna srednjeveška utrdba je bila prezidana ob koncu 16. stoletja v renesančni dvorec, a je bila njena podoba izgubljena s poznejšimi spremembami.
Sedanja podoba sedmih traktov baročnega gradu je nastala pod grofom Janom Adamom Questenberkom, potomcem Gerharda von Questenberka med letoma 1700 in 1737. Bil je središče kulturnega življenja. V dvorani prednikov so izjemna stropna freska in lesene obložene stene, s katerih visijo portreti članov družine Questenberg. Poleg tega so razstavljeni tudi baročno pohištvo in sodobna glasbila.

## Predhodnik današnjega gradu
Nekateri raziskovalci menijo, da je na kraju današnjega gradu stala srednjeveška trdnjava,  postavljena na strateški lokaciji na skali, na južni strani zavarovana z močvirji, ki jih ustvarja reka Rokitna (Rokytná). Nekateri nasprotujejo, saj trdnjava ni dokumentirana,  (imetniki niso znani), menijo, da je bila  trdnjava zgrajena ob koncu srednjega veka, okoli leta 1498, preden se je začela obnova v renesančnem slogu.
Renesančni grad je dokazan s starimi risbami Jaromeric (npr. iz leta 1693), skalne kleti pa z zgodbami. Obnova se je nadaljevala pod Ludvikom Meziříčskim (vladal od 1554 do 1576), takoj na začetku njegovega vladanja. Trdnjava je postala grad s tremi krili. Bližnje krilo je obrnjeno na trg, dve stranski krili na reko. Simetrično urejen vrt je le na strani reke in je bil obdan z obzidjem. Zahodni del meji z župniščem.

## Današnji dvorec
Današnji videz je grad dobil po obnovi, za katero je stal zadnji Questenberk, Jan Adam. Ni povsem jasno, kdo je prvotno zasnoval baročno obnovo gradu in cerkve. Lahko bi bila Johann Lukas von Hildebrandt in Jakub Prandtauer; gradnjo je morda vodil Tomaš Gravani. V idealni obliki je uresničen samo del, a je grad s svojo prostornostjo in opremo dragocen kulturni spomenik.
Grad so obnovili v baročnem slogu, dan pa je bil tudi temelj za grajski vrt na desnem bregu Rokitne. Park je velik približno 9 hektarjev, od tega je bilo približno 8 hektarjev na desnem bregu. Vode reke so pohlevne, zato so bile usmerjene v park tako, da so sestavljale del vrta na umetnem otoku. Prilagodili so ga terenu, a to ni več vidno. Porušen je bil tudi propadajoči kompleks župnišča.
Grajski park je odprt za javnost. Uporablja se za različne kulturne prireditve. Ena najpomembnejših je Mednarodni glasbeni festival Petra Dvorskega. Grad upravlja Narodni zavod za kulturne znamenitosti (Národního památkového ústavu) iz Brna.